# Conversations après un enterrement
 (janvier 2020).
Si vous disposez d'ouvrages ou d'articles de référence ou si vous connaissez des sites web de qualité traitant du thème abordé ici, merci de compléter l'article en donnant les références utiles à sa vérifiabilité et en les liant à la section « Notes et références ».
Conversations après un enterrement est une pièce de théâtre de Yasmina Reza, créée le 15 janvier 1987, au Théâtre Paris-Villette à Paris.
Molière du meilleur auteur francophone vivant en 1987.

## Distribution pour la création
- Paul Barge : Nathan
- Josiane Stoléru : Edith
- Jean-Michel Dupuis : Alex
- Jean-Paul Roussillon : Pierre
- Lucienne Hamon : Julienne
- Caroline Sihol : Elisa

- Mise en scène de Patrice Kerbrat
- Décor : Jacques Le Marquet

## Autres mises en scène
2006 : mise en scène de Gabriel Garran, avec Josiane Stoléru, Jean-Michel Dupuis, Mireille Perrier, Bernard Verley, Serge Hazanavicius, Margot Abascal, au Théâtre Antoine à Paris 